# Estadio Tito Marcelo Navarrete
El estadio Tito Navarrete es un estadio multiusos. Está ubicado en la ciudad de Macas, provincia de Morona Santiago en Ecuador. Fue inaugurado en el año 2013. Es usado para la práctica del fútbol, Tiene capacidad para 4500 espectadores.

## Historia
Desempeña un importante papel en el fútbol local, ya que los clubes de Macas o clubes de Sucúa como el Club Deportivo Morona o Liga de Macas hacen o hacían de local en este escenario deportivo, que participan en el Campeonato Provincial de Segunda Categoría de Morona Santiago.
El estadio es sede de distintos eventos deportivos a nivel local, ya que también es usado para los campeonatos escolares de fútbol que se desarrollan en la ciudad en las distintas categorías, también puede ser usado para eventos culturales, artísticos, musicales de la localidad.

## Galería

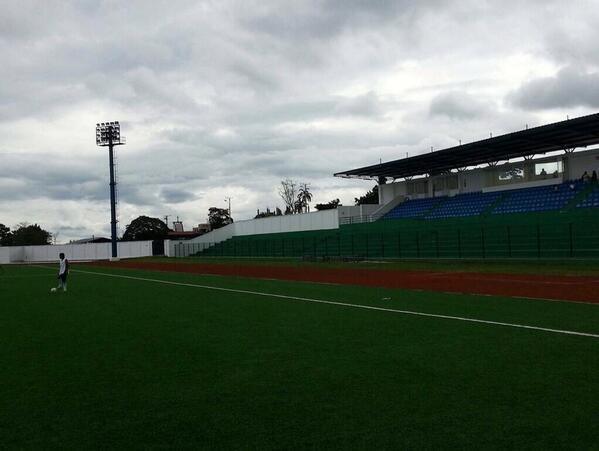
Tribuna principal (vista frontal)
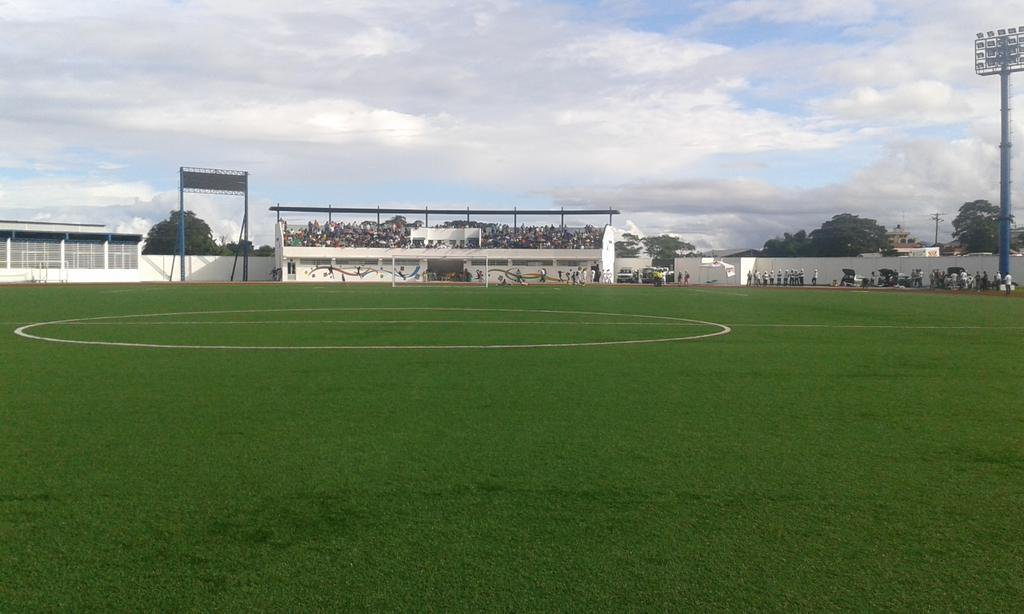
General

- Datos: Q16303230